# Wellington Gonçalves
Wellington Daniel Dos Santos Gonçalves, meglio noto come Wellington (Jacareí, 11 agosto 1983), è un ex calciatore brasiliano, di ruolo attaccante.

## Carriera
Ha giocato nella massima serie greca.